# Chinjŏng Ch’ŏnchaek
Chinjŏng Ch’ŏnchaek (ur. 1206) – jeden z ważniejszych koreańskich mistrzów sŏn z późnego okresu Koryŏ.

## Życiorys
Jego świeckie imię to Kŭkchŏng. Należał do 11 pokolenia po Sin Yŏmdalu. Jego ojciec był urzędnikiem za króla Hŭijonga (pan. 1205–1211).
Edukację rozpoczął w wieku 7 lat i w wieku 15 lat zdał egzamin dla Służby Cywilnej a w następnym roku zdał egzamin z literatury. Szybko zdobył wysoką reputację, jednak stał się rozczarowany swoim życiem i konfucjańskimi wyjaśnieniami. Po wykonaniu kopii Sutry Lotosu dla ministra Ch’oe Yuŏma, postanowił zostać buddyjskim mnichem.
Wraz z trzema przyjaciółmi udał się do klasztoru buddyjskiego Mandŏk na górze Mandŏk. W 1228 r. przyjął mnisią ordynację u mistrza Wonmyŏ Yose. Pomógł swojemu mistrzowi w rozwinięciu Społeczności Białego Lotosu.
Napisał Pohyŏn toryang kisi so (Oznajmienie [z okazji] otwarcia Społeczności Samantabhadry), gdy w klasztorze Mandŏk powstało w 1232 r. takie stowarzyszenie.
Następnie przebywał w kilku klasztorach (m.in. w klasztorze Pohyŏn na górze Yŏnghŭng), które były miejscami praktyki sŏn. Jednak oprócz tego studiował także teksty szkół doktrynalnych: Sutrę girlandową, Przebudzenie wiary w mahajanie i inne należące do szkół jogaczara i winaja.
W 1244 roku został przywódcą wschodniej frakcji Społeczności Białego Lotosu w klasztorze Daesŭng. Była to organizacja zrzeszająca świeckich ludzi wzorowana na Społeczności Medytacji i Mądrości założonej w klasztorze Songgwang przez Chinula, chociaż miała ona inne cele, a główną praktyką było studiowanie Sutry Lotosu.
W roku 1247 przeniósł się do małej pustelni na południu Korei, gdzie przebywał przez jakiś czas, aby uniknąć inwazji mongolskiej.
W późniejszych latach życia otrzymał tytuł Narodowego Nauczyciela (kor. kuksa) i przeniósł się z klasztoru Paeknyŏn (dawna nazwa Mandŏk sa) do pustelni Yonghyŏl. Zaczął być wtedy nazywany 'Wielki Czcigodny Yonghyŏl" oraz "Mistrz Miejsca Smoka" (zapewne z tego powodu, że zaangażował się w praktykę sŏn).
Stał się znany pod imionami Mongt'an i Ch'ŏnin. Pośmiertnie otrzymał imię Chinjŏng.
Stowarzyszenie Białego Lotosu istniało dalej pod przywództwem mistrzów I'ana oraz Unmuka przez resztę okresu dynastii Koryŏ. Na początku okresu Chosŏn szkoła ch’ŏnt’ae została wchłonięta przez sŏn i stowarzyszenie zniknęło.

## Działalność
Znany uczony z końcowego okresu dynastii Yi Chŏng Yakyong uważał Ch’ŏnchaeka za jednego z trzech najwybitniejszych pisarzy okresu Silli i Koryŏ. Dwoma pozostałymi tak uhonorowanymi autorami byli Ch’oe Ch'iwŏn z okresu zjednoczonej Silli i Yi-Kyubo z okresu Koryŏ.
Dzieła
- Pohyŏn toryang kisi so (Oświadczenie przy założeniu Wspólnoty Samantabhadry, 1232)
- Paengnyŏn kyŏlsa mun (Uzgodnienia Wspólnoty Białego Lotosu)
- Sŏnmun pojang nok (3 tomy; 1293) (Księga magazynu skarbów sŏn)¹
- Sŏnmun kangyo chip (Zbiór podstaw sŏn)¹
- Haedong chŏnhong nok (Kronika przekazu w Korei)²
- Hosan nok (Księga jeziora i góry)

¹ Zostały wydane w Sŏnmun Ch'waryo (Wybór pism sŏn)
² Część ukazała się w Pŏphwa yŏnghŏm chŏn Yuwŏna
Sŏnmun pojang nok
Tom 1: "Rozprawa o konflikcie pomiędzy szkołami medytacyjnymi a doktrynalnymi".
Ch’ŏnchaek przystępuje do wyjaśnienia relacji pomiędzy tymi dwoma tradycjami. Przyjął stanowisko przeciwko szkołom doktrynalnym. Wyraźnie rozdzielił sŏn Chinula i Społeczności Białego Lotosu od szkół doktryny. Popierał zharmonizowanie sŏnu i szkoły ch’ŏnt’ae, propagowane przez Społeczność Białego Lotosu.
Tom 2: jest to ostrzeżenie dla tych nauczycieli szkół doktrynalnych, którzy niesprawiedliwie atakują i krytykują sŏn, że zostaną surowo skarceni
Tom 3: zajmuje się historycznym faktem, że dwór królewski i wysocy urzędnicy byli istotnym czynnikiem rozpowszechniania buddyzmu i decydującym – w przyjęciu nauk sŏn.
Sŏnmun kangyo chip
Tom ten zawiera opis wszystkich zasadniczych nauk sŏn.
Rozdział 1, 2, 3 – opis i analiza nauk szkoły linji w porównaniu do nauk Chinula
Rozdział 4, 5 – wyjaśnienie nauk szkoły yunmen
Jego konkluzja jest następująca: wszystkie doktrynalne zasady tych szkół są identyczne z zasadami szkoły tiantai (kor. ch’ŏnt’ae).
Hosan nok
Jest to zbiór jego prozy, wierszy i listów do świeckich uczniów.
Z jego tekstów wynika, że za reprezentatywną szkołę doktryny uważał szkołę hwaŏm, a szkoła ch’ŏnt’ae była podstawą szkół medytacyjnych. Uważał, że oświecenie może być osiągnięte po ukończeniu 55 etapów praktyki opisanych w szkole hwaŏm. Wierzył w pogląd na medytację szkoły ch’ŏnt’ae aż do etapu, gdy Bodhidharma zainicjował przekaz Dharmy chanu od Patriarchy do Patriarchy. Historia rozwoju buddyzmu wykazała swoistą zgodność z jego myślą, gdyż szkoła ch’ŏnt’ae została włączona później do sŏnu.
Uważał także, że kontemplacja Czystej Krainy jest zasadniczo tylko umysłem.
Nie wiadomo, do której z koreańskich medytacyjnych linii przekazu należał. Niektórzy przypuszczają, że mógł należeć do linii przekazu Iryŏna.

## Linia przekazu Dharmy
- Wonmyŏ Yose (bd)
  - Ch'onin (1205–1248)
  - Chinjŏng Ch’ŏnchaek (ur. 1206)

Są przypuszczenia, że mógł zmienić afiliację i należał do linii przekazu Iryŏna